# Nation crie de Kehewin
Pour les articles homonymes, voir Kehewin.
La Nation crie de Kehewin est une bande indienne de la Première Nation crie en Alberta au Canada. Elle possède deux réserves dont une est partagée avec cinq autres bandes et est basée à Kehewin. En avril 2016, elle avait une population inscrite de 2 090 membres dont 1 212 vivaient sur une réserve. Elle est affiliée au conseil tribal Tribal Chiefs Ventures Incorporated et est signataire du Traité 6.

## Réserves
| Nom              | Superficie (ha) | Emplacement                  |
| ---------------- | --------------- | ---------------------------- |
| Blue Quills      | 96,20           | 3 km à l'ouest de Saint-Paul |
| Kehewin 123 (en) | 8 225           | 20 km au sud de Bonneyville  |